# Нарлы
Нарлы (тур. Narlı) — город в провинции Кахраманмараш, в Турции. Его население составляет 7883 человек (2009). Высота над уровнем моря — 600 м.